# Jubiläums-Erinnerungs-Medaille (Liechtenstein)
Die Jubiläums-Erinnerungs-Medaille wurde am 12. November 1908 durch Fürst Johann II. von und zu Liechtenstein aus Anlass seines 50-jährigen Regierungsjubiläums gestiftet und allen zu diesem Zeitpunkt in seinen Diensten stehenden Personen sowie ausgesuchten Persönlichkeiten verliehen.
Die aus Bronze gefertigte runde Medaille zeigt das nach links gewendete Brustbild des Stifters mit der Umschrift JOHANN FÜRST VON LIECHTENSTEIN 1908. Rückseitig von Eichenblättern überragt die vierzeilige Inschrift ZUM 50 JÄHRIGEN REGIERUNGS JUBILÄUM.
Getragen wurde die Medaille an einem roten Dreiecksband mit gelben Randstreifen auf der linken Brustseite.